# 索尼克 未知邊境
《索尼克 未知邊境》（官方译为）是一款由Sonic Team開發並由世嘉發行在Windows、PlayStation 4、PlayStation 5、任天堂Switch、Xbox One和Xbox Series X/S上的平台动作冒险游戏，於2022年11月8日公開發售。玩家將扮演刺猬索尼克，他在墜入蟲洞而與塔尔斯及艾咪·羅斯分離後將探索神秘的星隕群島（Starfall Islands），並在其中收集混沌翡翠（Chaos Emeralds）、解決難題以獲得各式物品及與機器人敵人戰鬥。
Sonic Team在2017年發行《音速小子武力》後便隨即開始製作《索尼克未知邊境》，其總監飯塚隆希望該作為刺猬索尼克系列設立一個類似於《索尼克大冒险》的新樣版，從而將平台和索尼克原有的金環和滑軌元素融合，創造出刺猬索尼克系列的第一部開放世界作品。

## 遊戲玩法

索尼克在開放世界中與機器人戰鬥

《索尼克未知邊境》是一款3D平台动作冒险游戏。作為刺猬索尼克系列睽違五年的作品，玩家將再次扮演刺猬索尼克，探勘融合了包括花田、森林、古代遺跡和沙漠等生物群系在內的星隕群島（Starfall Islands）。遊戲故事發生在索尼克與塔尔斯、纳克鲁斯和艾咪·羅斯墜入蟲洞後失散，最終醒來時發現自己身處在一座神秘的島嶼——克洛諾斯島（Kronos Island）上，牠在對現況一頭霧水時遇到一部人工智慧，並在其幫助開始收集混沌翡翠（Chaos Emeralds）和尋找塔爾斯等人。
索尼克保留了系列前幾作的技能，包括高速跑動、收集金環、在滑軌上滑行及鎖定敵人進行攻擊。玩家可以通過按下遊戲手柄的肩鍵作二段跳，如果有足夠的能量，還可以用右扳機鍵來加速。《索尼克未知邊境》的新能力包括在牆上行走、奔跑，以及在事物周圍跑出一個光圈後可與它們互動的「Cyloop」。玩家可以自定義參數，調整索尼克的速度、轉彎、加速度和阻力，同時可隨著遊戲進程發展升級索尼克的速度、攻擊、防禦和金環強度。
星隕群島是刺猬索尼克系列的第一個開放世界，Sonic Team的編劇們稱其能媲美《薩爾達傳說 曠野之息》的遊戲地圖。《未知邊境》的開放世界大致保留了索尼克的傳統元素，諸如彈簧、加速墊和滑軌等，玩家還可在平台挑戰期間攀爬塔樓來清空地圖的空白部分，藉此達成探索島嶼的目的，或以移動雕像與速通等方法解開謎題以收集各式物品。這些物品包括可令索尼克升級能力或快速移動的失落生物「科可」（Koco）以及用作救出索尼亞朋友的「記憶圖騰」（Memory Tokens）。《未知邊境》的主線任務預計需要20-30小時來完成，而找到所有收藏品則需約60小時。
玩家在整座島嶼上都會遇到機器人，擊敗它們後玩家會獲得經驗值，從而為角色購買額外的能力。索尼克在與其戰鬥時可迴避或格檔迎面而來的攻擊，並使用「Cyloop」來弱化敵人。除了常規的小敵人外，還需面對大型的頭目，這些頭目遭到打敗後會給予玩家傳送門的碎片，收集完整後便可進入「電腦空間」（Cyber Space）——一類似於索尼克系列前幾作的簡短線性關卡。「電腦空間」會在第三人稱和橫向捲軸視角之間來回切換，其中包含多個諧如时间竞速和收集紅環等目標，此外還有一些較為特別的挑戰，例如由比谷主持的釣魚小游戏，玩家完成它們後可獲得收集混沌翡翠所需的鑰匙

## 開發

### 概念
隨著《音速小子武力》在2017年正式發售，Sonic Team開始探索其下一款刺猬索尼克系列遊戲的製作可能性。除了慶祝該系列推出首作至今行將30週年以外，Sonic Team還試圖定義現代的索尼克遊戲應該存在什麼元素，並鞏固索尼克系列在未來十年的設計方向。《未知邊境》的前作《武力》在發行後因其時長過短和關卡設計而受盡批評，該作總監岸本守央得出一結論，就是自2008年（《世界大冒險》）首創的關卡設計已不能滿足粉絲的要求。Sonic Team最終斷定傳統的線性設計抑制了索尼克系列的進步空間，已不可能在未來繼續朝此方向發展。尤其是Sonic Team負責人兼刺猬索尼克系列製作人飯塚隆認為該系列的3D設計將玩家規限在線性路徑上，沒有給他們足夠的自由度。
飯塚表示刺猬索尼克系列需要邁入一條更創新的發展道路，為未來的作品打好根基，就像《刺猬索尼克》（1991）和《大冒险》（1998）成為後繼之作的好榜樣一般。採用開放世界設計的想法來自於岸本，他自1988年《超級瑪利歐兄弟3》成名以來，便一直留意著平台類遊戲地圖概念的演變。儘管諸如《大冒險》等索尼克遊戲已有用地圖設計作為賣點，但岸本想到的是將其與遊戲玩法相結合才可改進相關的概念。憑此，他認為這將有利於更自由和多樣化的遊戲玩法出現。
岸本守央在此作再次回歸擔任總監，而川村幸子則自《世界大冒險》和《世代》（2011）以來首度重返製作人一職。《未知邊境》的開發歷時五年，比之前的作品的開發週期要長得多。飯塚稱之所以製作需時良久，是因為該作並沒有能應用的基礎，不像索尼克系列的前幾作有可供參考的樣版，從而導致開發工作要從零開始，確定設計方向也需要反複除錯。Sonic Team在《未知邊境》的開發期間會定期進行外部遊戲測試，但卻由於COVID-19疫情的關係，使得製作團隊不得不中途面對其史上首次遠距工作。飯塚坦言此窘況令工作人員們難以「了解全局」，但網上通信的好處卻「加速」了其他方面的開發工作。

### 設計
Sonic Teams的設計師這次著重於將索尼克原有的速度和能力轉移至全新的開放世界內，並選擇以神秘的氛圍來體現出索尼克探索的陌生環境，同時確保仍擁有以往作品的原汁原味。飯塚認為索尼克系列作為3D動作遊戲的大戶，本質上令《未知邊境》和傳統的角色扮演冒險遊戲（例如薩爾達傳說系列）有所區隔，也因如此，他拒絕把其定義作開放世界遊戲，而是更喜歡以「開放區域」（Open Zone）一詞稱之。Sonic Team在開發《未知邊境》時汲取了設計《大冒险》遊戲地圖時的教訓，決定反覆測試索尼克的奔跑速度，以確定開放世界的大小。飯塚表示最大的挑戰是要確保快節奏的探索充滿樂趣。另外，Sonic Team亦試圖解決先前的索尼克作品遭批評時長過短的問題，他們選擇的應對方式是不隨著遊戲進程提高難度級別，之所以能下這部棋是因為開放世界已提供足夠多的內容。
儘管採開放世界設計，Sonic Team依然選擇在更大程度上優先考慮戰鬥，以免《未知邊境》變成沒有平台元素的索尼克系列作品。若然如此，開發團隊便需面對如何平衡探索與平台的難題，而他們給出的解答方案是讓開放世界成為完成挑戰的獎勵。Sonic Team希望確保玩家可以在戰鬥和平台間作取捨，並且不用被迫與敵人交戰，因此平台和戰鬥之外有著諸如拼圖等各種收集物品方法。2020年的電影亦左右了遊戲的開發；岸本要求Sonic Team將加入彩蛋一事納入參考，並根據該作對索尼克的描繪更改戰鬥系統。有了「電腦空間」一關後，岸本希望索尼克像超级马力欧系列、大金刚系列、星之卡比系列，以至Mega Drive時代的索尼克系列作品一樣，再一次身陷在其喜愛的「通關型動作遊戲」（Stage-clear action games）之中。

### 劇本
《索尼克未知邊境》的劇本由《音速小子》Archie Comics及IDW Publishing版本漫畫的首席作家伊恩·弗林主筆。飯塚在看完弗林在IDW Publishing上的作品後便決定請其擔當編劇，前者認為後者熟知索尼克系列所有角色的性格特質，他的加入將「極大地改進角色的情感和對話」。飯塚指《未知邊境》的故事與系列前幾作不同，幽默的橋段有所減少，玩家的目標也不再顯而易見，而是要挑戰他們自己想辦法解決謎題。
與其之前執筆的《索尼克》作品不同的是，弗林這次為全權負責劇本一職，但世嘉仍會作引導和制定登場的角色。儘管如此，他仍形容能擔任索尼克系列遊戲的編劇是「夢想成真」，但還是必須跟Sonic Team提出要在故事中加入更多角色的想法。岸本表示弗林和Sonic Team之間一直「來回合作」，來決定《未知邊境》將會出現哪些角色。在作品的非線性進程之下，弗林發現故事節奏是「最大問題」，並且需隨著遊戲結構的成形而進行調整和修改。岸本得到弗林的劇本後，便以其為基礎自行作日語在地化，同時做出了適應日本市場的改動。

### 音樂
一直為刺猬索尼克系列作曲的瀨上純和大谷智哉回歸操刀，相比於前幾作，《索尼克未知邊境》多使用強拍，以營造星隕群島周圍的神秘氛圍。該作的主題曲〈我在此〉（"I'm Here"）由大谷作曲，並由澳洲另類金屬樂隊「致奧塔薇亞」（To Octavia）的主唱默里·柯克-霍姆斯（Merry Kirk-Holmes）主唱及作詞；結尾曲〈摧毀〉（"Vandalize"）則交由日本搖滾樂團ONE OK ROCK創作並演唱，並收錄在他們的第十張錄音室專輯《奢侈惡疾》內。

## 發行
世嘉原先計劃在2021年發行《索尼克未知邊境》，以紀念刺猬索尼克系列誕生30週年，但為了管控質量而將上市日期推遲一年，並最終定檔在2022年11月8日於Windows、PlayStation 4、PlayStation 5、Nintendo Switch、Xbox One和Xbox Series X/S各大平台上公開發售。
《索尼克未知邊境》將提供均以遊戲內的物品為預購獎勵的盒裝實體版和下載版，以及包含追加物品、數位美術書和迷你原聲帶的豪華版。在日本，世嘉還任命hololive production所屬VTuber戌神沁音為索尼克系列的大使，合作推出各種在指定店家購買才可獲得的特典或DLC，該四個版本分別為將取得金環的音效改由沁音配音（亞馬遜日本）、把索尼克的鞋子換成沁音的形象（上新電機）、附送特制限量壓克力板（GEO）和將「科可」的模樣替換成沁音粉絲「Koronesuki」（ころねすきー）的形象（樂天Books）。

### 營銷
2021年5月27日，世嘉在其30週年直播結束時釋出了一支38秒的短預告片，其中內容為索尼克在一座森林內東奔西跑。作品的標題並未公佈，但網民根據影片的元數據和世嘉的新聞稿發現其暫名為《索尼克遊俠》（Sonic Rangers）。飯塚後來坦言該作實在過早披露，之所以提前向粉絲發放消息是考慮到30年週年紀念，以及Sonic Team在《武力》發行以來便沒有公開任何新作情報。世嘉隨後在同年11月公佈新作的名稱為《索尼克未知邊境》（Sonic Frontiers） ，並在隔月的2021年遊戲大獎頒獎典禮上正式披露完整版的第一支預告片。世嘉還與電子遊戲新聞網站IGN合作，在2022年6月期間推廣《未知邊境》，並在兩個月（8月23日）後的Gamescom首日釋出第二支預告片。此外，宣傳動畫短片《索尼克未知邊境：序幕》（Sonic Frontiers: Prologue）將在遊戲發布前作首播。
Nintendo Life的阿拉娜·海斯（Alana Hauges）認為世嘉公佈的《未知邊境》玩法影片充滿爭議，Kotaku的伊恩·沃克（Ian Walker）則覺得遊戲雖看起來不錯，但卻給人一種平淡無奇的感覺，缺乏索尼克系列本身的原創性，而Polygon的安娜·迪亞茲（Ana Diaz）和Nintendo Life的奧利·雷諾茲（Ollie Reynolds）則認為其開放世界過份空曠。一些索尼克系列粉絲要求推遲《未知邊境》的發行日期，「#DelaySonicFrontiers」主題標籤更一度登上Twitter的流行趨勢。飯塚回應指Sonic Team內部早已料到玩家的初期反應會呈兩極分化，他也為預告片看似簡略一事開解，指出是故意為之，目的是為了不讓粉絲全盤了解遊戲的內容。

## 反應

### 發行前
IGN的米切爾·薩爾茲曼（Mitchell Saltzman）在玩完四個小時的Demo版本後，對《索尼克未知邊境》抱積極的評價，儘管認為作中某些地方（例如頭目戰和Bug等）需要做額外的改進，但系列本身的玩法很好地融入進遊戲的開放世界設計，與其他開放世界遊戲也感覺大相徑庭。TheGamer的埃里克·斯威澤（Eric Switzer）則將《未知邊境》和同年發行的《寶可夢傳說 阿爾宙斯》作對比，認為這兩款遊戲都是初次嘗試以現代方式重新構思已停滯不前的系列，雖然有一些值得懷疑的設計決定，開發期間也遭遇許多挫折，但皆有朝著正確方向邁出一大步。
為Fanbyte撰稿的記者伊姆蘭·汗（Imran Khan）在遊玩Demo版後給出了不同的感想，並表示：「我希望像索尼克這樣的系列能從《曠野之息》中得到靈感，以重塑你們（Sonic Team）那歷久不衰的IP，但這需要從根本上思考且重新定位關於該系列的一切。而至少從這個遊戲演示來看，《索尼克未知邊境》感覺就像是開發商將單獨出現便好使的元素重組後，製造出來的科學怪人」。

## 外部連結
- 官方网站 （英文）
  - 官方网站 （日語）
  - 官方网站 （繁體中文）
  - 官方网站 （简体中文）